# Yên Thế (thị trấn)
Yên Thế là thị trấn huyện lỵ của huyện Lục Yên, tỉnh Yên Bái, Việt Nam.

## Địa lý
Thị trấn Yên Thế có vị trí địa lý:
- Phía bắc giáp xã Yên Thắng và xã Minh Xuân
- Phía đông giáp xã Liễu Đô
- Phía nam giáp xã Tân Lập
- Phía tây giáp xã Tân Lĩnh và xã Yên Thắng.

Thị trấn Yên Thế có diện tích 15,12 km², dân số 9.861 người, mật độ dân số đạt 652 người/km².
Thị trấn có tuyến tỉnh lộ 183 nối với quốc lộ 2 và tuyến tỉnh lộ 152 nối với quốc lộ 70 chạy qua. Ở phía đông nam thị trấn có núi Niu Nap cao 881 m.

## Hành chính
Thị trấn Yên Thế được chia thành 17 tổ dân phố từ 1 đến 17 và 3 thôn: Đồng Phú, Cốc Há, Thoóc Phưa.

## Lịch sử
Trước đây, địa bàn thị trấn Yên Thế là một phần của xã Yên Thắng.
Ngày 12 tháng 2 năm 1987, Hội đồng Bộ trưởng ban hành Quyết định số 15-HĐBT về việc thành lập thị trấn Yên Thế có 439,40 hécta diện tích đất tự nhiên với 1.744 nhân khẩu của xã Yên Thắng.
Ngày 8 tháng 1 năm 2024, UBND tỉnh Yên Bái ban hành Quyết định số 27/QĐ-UBND về việc công nhận thị trấn Yên Thế là đô thị loại V.